# Nowyja Zawalony
Nowyja Zawalony (biał. Новыя Завалёны; ros. Новые Завалёны, Nowyje Zawalony) – wieś na Białorusi, w obwodzie homelskim, w rejonie oktiabrskim, w sielsowiecie Oktiabrski.